# Ĳ (dwuznak)

Porównanie (1) ij (dwie litery), (2) ĳ (ligatura), (3) y z trémą (4) y w kroju pisma Garamond. Patrząc na kursywę, widać z jednej strony, że jest to ligatura liter i oraz j, z drugiej strony staje się zrozumiałe, dlaczego ĳ na obszarach francuskojęzycznych jest mylone z literą ÿ.

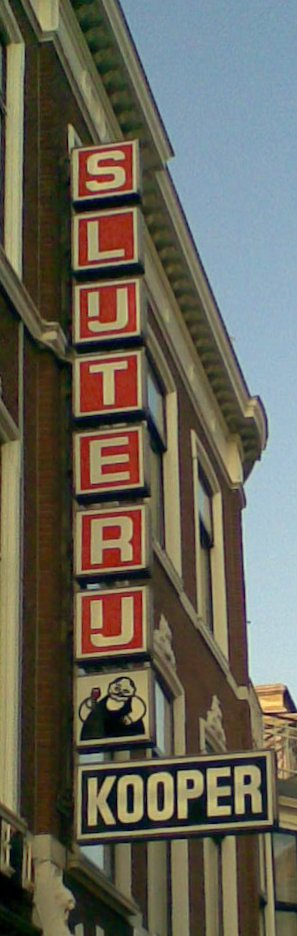
Na szyldzie zamieszczonym powyżej, „Ĳ” zajmuje tyle miejsca, co pojedyncze litery. Litera „I” jest wkomponowana dolną część litery „J”; takie rozwiązanie graficzne nie jest jednak jedyne, na innych szyldach można zobaczyć, że litery „I” oraz „J” są rozdzielane.

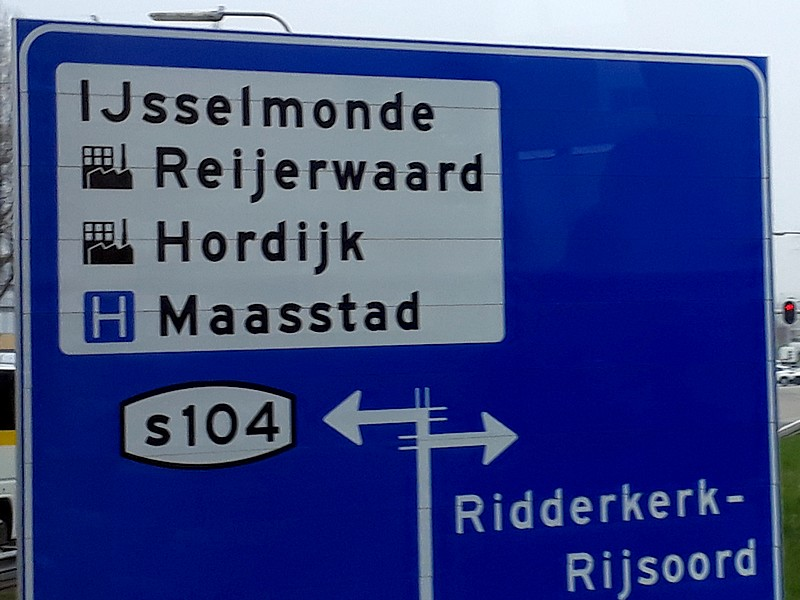
Znak drogowy w okolicy Rotterdamu z dwuznakiem IJ wielkimi literami na początku nazwy IJsselmonde.

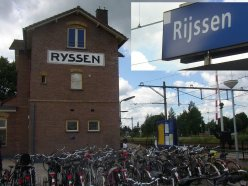
Stacja kolejowa Rĳssen, po lewej starsza forma, po prawej nowoczesna pisownia.

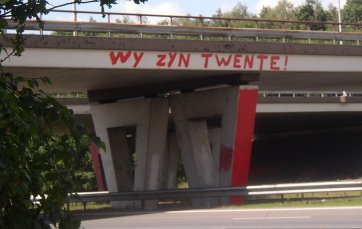
Graffiti FC Twente na estakadzie – Y zamiast Ĳ.

Ĳ, ĳ – ligatura liter i oraz j używana w języku niderlandzkim. Ligatura liter „I” oraz „J” zajmuje pośrednie stanowisko między samodzielną literą a dwoma odrębnymi znakami znajdującymi się ze względów np. estetycznych blisko siebie. Nederlandse Taalunie, międzynarodowa organizacja czuwająca nad językiem niderlandzkim, nie traktuje wprawdzie „Ĳ” jako samodzielnej litery, ale uznaje ją za ligaturę. We Flandrii, a więc w niderlandzkojęzycznej części Belgii, „Ĳ” nie jest uznawane za osobną literę. W Niderlandach dość powszechne jest natomiast stanowisko, że „Ĳ” jest 27. literą alfabetu niderlandzkiego, wielu wstawia też „Ĳ” na miejsce „Y” (patrz niżej).

## Zasady używania i wymowy
Znak ĳ jest wymawiany jako [eɪ] lub [ɛɪ]. W druku, gdy nie ma odpowiednich czcionek (również często przy korzystaniu z komputera) zapisuje się ją rozdzielając składowe glify „ij” (mała) / „IJ” (wielka litera). Pisana ręcznie podobna jest do „y” z dwiema kropkami (dierezą) lub poziomą kreską nad literą (makron). Wyjątkiem jest holenderska książka telefoniczna, w której umieszcza się drukowane „y” z dwiema kropkami.
Jeśli zachodzi konieczność użycia formy wersalikowej, to oba znaki składające się na ligaturę są pisane majuskułami (a więc „Ĳ”). W szczególności na początku wyrazu nie pisze się więc np. Ijmuiden, lecz Ĳmuiden.

## Powstanie i użycie
Swoje pochodzenie ma ten znak prawdopodobnie w podwójnym „I”, dla lepszej rozróżnialności znaków, drugie „I” było później nieco wydłużone. Należy pamiętać, że „i” było wtedy pisane bez kropki („ı”), dlatego kombinacja „ıı” była w piśmie odręcznym graficznie podobna do „u”. Wiele niderlandzkich maszyn do pisania ma specjalną czcionkę dla ligatury „Ĳ”. W krzyżówkach zajmuje zawsze jedną kratkę. Te argumenty są z reguły wysuwane, gdy uważa się „Ĳ” za samodzielną literę. W słownikach i oficjalnych spisach wyrazów („het Groene Boekje”) – jednak nie w niderlandzkich książkach telefonicznych – „Ĳ” jest sortowane między „ii” a „ik”.
Należy wszakże odróżniać ligaturę „Ĳ” od dwóch liter „ij” należących do dwóch różnych sylab lub występujących w wyrazach obcych. Tak na przykład termin bijectie oznaczający bijekcję (a dzielony na sylaby: bi-jec-tie) należy stale zapisywać bez użycia ligatury.

## Zrównanie „Ĳ” z „Y”
W XVIII i XIX w. drukarze zaczęli używać osobnej czcionki dla znaku „Ĳ”. W druku litera ta wyglądała jak „Y” z tremą (Ÿ). Stąd zapewne wziął się pogląd, że „Ĳ” oraz „Y” są tymi samymi znakami. Ta ostatnia litera w języku niderlandzkim występuje, co należy podkreślić, prawie wyłącznie w wyrazach obcych. Pogląd ten znajduje też poparcie w fakcie, że „Y” w języku afrikaans, który powstał z niderlandzkiego, zajęło miejsce „Ĳ”. Pogląd ten jest na tyle powszechny, że spotyka się np. nazwy własne pisane przez „Y”, gdy pochodzą one od innej nazwy pisanej przez „Ĳ”. Tak na przykład nazwa klubu piłkarskiego Feyenoord pochodzi od dzielnicy Feĳenoord. Wielu Niderlandczyków jest przekonanych, że ich alfabet kończy się: „X”, „Ĳ”, „Z”.
Wyszukiwarka Google traktuje ligaturę „Ĳ” jako „Y”, natomiast „Ÿ” jest interpretowane jako „IJ” (osobne litery bez ligatury).

## Skróty
Gdy imiona są skracane do inicjału, w Niderlandach imię zaczynające się od „Ĳ” jest skracane do „Ĳ”. Dla przykładu: „Ĳsbrand Eises Ypma” można w skrócie zapisać jako „Ĳ. E. Ypma”, w Belgii natomiast częściej się spotyka formę „I. E. Ypma”. Należy przy tym zauważyć, że imiona takie jak „Christiaan” czy „Theo” są zazwyczaj skracane do „Ch.” lub odpowiednio „Th.”.

## Ligatura „Ĳ” w systemach komputerowych
Strony kodowe ASCII oraz ISO 8859-1 nie zawierają znaku Ĳ.
W standardzie Unicode Ĳ znajdziemy na pozycji U+0132 a ĳ – U+0133.
Znak ten znajdziemy w standardzie Cork związanym z systemem składu TeX.
W TeX-u i LaTeX-u nie ma standardowych komend dla „Ĳ”, ale w często używanym pakiecie Babel przewidziane są komendy \IJ dla dużego „Ĳ” i \ij dla małego znaku „ĳ”. Są one niezależne od wybranej opcji językowej.
W HTML-u ligaturę można wstawić następująco: &#306; dla „Ĳ” oraz &#307; dla „ĳ”.
Na żadnej z klawiatur komputerowych używanych powszechnie w krajach niderlandzkojęzycznych znak „Ĳ” i „ĳ” nie jest bezpośrednio dostępny. Z reguły jest, jak napisano powyżej, zapisywany po rozbiciu ligatury na części składowe: IJ oraz ij.